# Lyudmila Mikhaylovskaya
Lyudmila Nikolayevna Mikhaylovskaya (em russo:  Людмила Николаевна Михайловская; São Petersburgo, 21 de outubro de 1937) é uma ex-jogadora de voleibol da Rússia que competiu pela União Soviética nos Jogos Olímpicos de 1968.
Em 1968, ela fez parte da equipe soviética que conquistou a medalha de ouro no torneio olímpico, no qual atuou em seis partidas.